# Lambswool
La lana d’agnello o lambswool (nell’etichettatura anglofona) è una lana lunga 50 mm o più corta proveniente dalla prima tosatura di una pecora, all'età di circa sette mesi. È morbida, elastica e scivolosa e viene utilizzata per tessuti di alta qualità. 
Il vello svezzato è una lana lunga 50 mm o più e proviene da giovani pecore, che sono state tosate per la prima volta e presenta la caratteristica punta di agnello e struttura in fiocco.